# El misterio de Alexina
Mystère Alexina, también conocida como El misterio de Alexina, es un drama histórico francés de 1985 dirigido por René Féret enfocado en la autora de memorias intersexuales Herculine Barbin. Protagonizada por Philippe Vuillemin, Válerie Stroh, Véronique Silver y Marianne Basler, tuvo su estreno en la sección Un Certain Regard del Festival de Cine de Cannes de 1985.

## Argumento
En 1856, recién salida de una escuela de monjas para huérfanas, Alexina Barbin, una mujer religiosa, llega un pueblo costero en La Rochelle para enseñar a las niñas lugareñas. Comparte clase y habitación con la joven Sara, de quien se enamora. Alexina tiene otro secreto: su género es un misterio.

## Reparto
- Philippe Vuillemin - Alexina Barbin / Camille Barbin
- Valérie Stroh - Sara
- Véronique Silver - Madame Avril
- Bernard Freyd - Armand
- Marianne Basler - Marie Avril
- Pierre Vial - sacerdote
- Philippe Clévenot - Doctor Chesnet
- Isabelle Gruault - Josefina
- Lucienne Hamon - Directora del hotel
- Claude Bouchery - inspector escolar
- Olivier Sabran - Doctor
- Michel Amphoux - Director del hotel
- Anne Cornaly - Madre de Alexina
- Vincent Pinel - Doctor

## Recepción
David Heslin, de la revista Senses of Cinema, describió El Misterio de Alexina como un "melodrama capaz pero no memorable en particular" en un artículo enfocado en la realizadora Catherine Binet, quien también tenía un guion planeado para producción basado en la vida de Herculine Barbin al mismo tiempo de la producción del filme de Féret. La revista Time Out escribió que tiene excelentes interpretaciones, además de resaltar las ironías del destino de Alexina, a quien se le niega el amor como mujer o como hombre, y criticar que su retrato de la opresión basada en ignorancia y miedo es unidimensional.